# Włodzimierz Czacki
Włodzimierz Czacki h. Świnka (ur. 16 kwietnia 1834 w Porycku na Wołyniu, zm. 8 marca 1888 w Rzymie) – dyplomata watykański, poeta, publicysta; od 1851 roku przebywał w Rzymie.

## Życiorys
Syn Wiktora Kazimierza Czackiego i Pelagii z Sapiehów. Wnuk Tadeusza Czackiego.
30 listopada 1867 przyjął święcenia kapłańskie z rąk arcybiskupa Aleksandra Franchiego i został osobistym sekretarzem papieża Piusa IX. 12 sierpnia 1879 został prekonizowany arcybiskupem Salaminy i nuncjuszem papieża Leona XIII w Paryżu. 17 sierpnia 1879 otrzymał sakrę w rzymskim kościele św. Ludwika z rąk kard. Flawiusza Chigi. Tenże sam papież mianował go 25 września 1882 kardynałem i 15 marca 1883 otrzymał tytuł prezbitera Santa Pudenziana. Od 31 marca 1879 Baliw Wielkiego Krzyża Łaski Magistralnej Zakonu Maltańskiego. Pochowany 10 marca 1888 na cmentarzu Campo Verano. 25 marca 1982 przeniesiono szczątki zmarłego do kościoła tytularnego św. Pudenziany.